# Запис Тешића храст (Гунцати)
Запис Тешића храст (Гунцати) се налази на парцели чији је власник Тешић Милија.

## Локација
| Општина             | Барајево                                                                    |
| Катастарска општина | Гунцати                                                                     |
| Потес               | Глоговац                                                                    |
| Координате          | 44° 35′ 55″ С; 20° 24′ 48″ И / 44.598700000000001° С; 20.413399999999999° И |
| Надморска висина    | 233m                                                                        |

## Карактеристике
Дендрометријске вредности утврђене на терену и сателитским снимцима:
| Стабло                     | Храст |
| Висина стабла              | m     |
| Обим дебла                 | m     |
| Пречник крошње             | 8m    |
| Пречник дебла              | m     |
| Висина дебла до прве гране | m     |

## База записа
Запис је у оквиру Викимедија пројекта "Запис - Свето дрво" заведен под редним бројем 0961.